# Медаль «Голубая дивизия»
Медаль «Храбрости и памяти Испанской „Голубой Дивизии“» (нем. Tapferkeits- und Erinnerungsmedaille der Spanischen «Blauen Division») была учреждена[кем?] 3 января 1944 года.
Медалью награждались военнослужащие испанской Голубой дивизии, принимавшие участие в войне против Советского Союза. В общей сложности было награждено около 47 000 человек (в основном испанцы, но было ещё несколько сотен португальцев).

## Описание
В Германии медаль изготавливалась предприятием Deschler & Sohn в Мюнхене. Лента похожа на ленту Железного креста второго класса, но с жёлтой полосой посередине. Аверс: германский шлем над двумя щитами с символами нацистской Германии, пронизанными мечом. Реверс: надпись на испанском «Division Espanola De Voluntarios en Rusia» (Испанская добровольческая дивизия в России).